# Entre-deux-Guiers
Entre-deux-Guiers è un comune francese di 1 773 abitanti situato nel dipartimento dell'Isère della regione dell'Alvernia-Rodano-Alpi.

## Società

### Evoluzione demografica
Abitanti censiti